# Andrew Crofts
Andrew Lawrence Crofts (* 29. Mai 1984 in Chatham) ist ein walisischer Fußballspieler.

## Verein

### FC Gillingham
Andrew Crofts startete 2001 im Alter von nur 16 Jahren seine Spielerlaufbahn beim englischen Zweitligisten FC Gillingham, wo er kurz vor Saisonende 2000/01 sein Debüt feierte. In den folgenden beiden Jahren blieb er ohne Ligaeinsatz. Erst in der Saison 2003/04 fand er achtmal Berücksichtigung in einer Ligapartie. Sein Durchbruch gelang ihm in der neu gegründeten Football League Championship 2004/05, als Crofts in 27 Ligaspielen zwei Tore erzielte, jedoch mit seiner Mannschaft in die dritte Liga abstieg. In den folgenden drei Jahren zählte Andrew Crofts zu den Leistungsträgern von Gillingham in der Football League One. Die Rückkehr in die zweite Liga wurde jedoch verfehlt, vielmehr stieg der Verein in der Saison 2007/08 in die vierte Liga ab. Im November 2008 wechselte er bis Februar 2009 auf Leihbasis zu Peterborough United und kurze Zeit später bis Saisonende zum FC Wrexham.

### Norwich City
Zu Beginn der Saison 2009/10 schloss sich Andrew Crofts dem englischen Drittligisten Brighton & Hove Albion an. In Brighton fand er schnell zu alter Form und erzielte in 44 Ligaspielen fünf Tore. Seine gute Form fiel auch Ligakonkurrent Norwich City auf, die den Meistertitel der League One gewinnen konnten und Crofts für die kommende Saison verpflichteten. In der Football League Championship 2010/11 etablierte sich Crofts schnell als Stammspieler und trug mit acht Treffern in 43 Ligaspielen seinen Teil dazu bei, dass Norwich als Vizemeister hinter den Queens Park Rangers der Aufstieg in die Premier League gelang. Nach seinem ersten Jahr in der obersten englischen Spielklasse kehrte Crofts im August 2012 nach Brighton in die zweite Liga zurück.

### Weitere Karrierestationen
Bei seinem zweiten Aufenthalt in Brighton blieb Crofts gut dreieinhalb Jahre. Es schloss sich ab Mitte März 2016 bis zum Ende der Saison 2015/16 eine kurze Leihperiode beim Ex-Klub Gillingham in der dritten Liga an, bevor er im Juli 2016 bei Gillinghams Konkurrenten Charlton Athletic anheuerte. Nach gut einem Jahr ließ man ihn von dort zum Ende der Sommerwechselperiode aufgrund eines Überangebots an Mittelfeldspielern ablösefrei ziehen. Die nächsten Stationen lauteten Scunthorpe United (Saison 2017/18), AFC Newport County (Saison 2018/19) und Yeovil Town (ab Juli 2019) – jeweils in absteigender Folge Dritt- bis Fünftligisten bei nur sporadischen Bewährungschancen – bevor er ein drittes Mal Ende Juli 2019 in Brighton anheuerte. Beim nunmehr in der Premier League angekommenen Verein wurde Crofts in erster Linie für den Trainerstab der Nachwuchsmannschaft verpflichtet, aber zusätzlich als Teil des Kaders der ersten Mannschaft in der Saison 2019/20 registriert.

### Walisische Nationalmannschaft
Durch seine walisischen Großeltern konnte der in England geborene Crofts für die walisische Fußballnationalmannschaft zum Einsatz kommen. Nach Spielen für die U-19- und U-21-Auswahlmannschaften, feierte er am 12. Oktober 2005 sein Debüt für Wales gegen Aserbaidschan.